# Stardust Crusaders
Stardust Crusaders (яп. スターダストクルセイダース, Сутāдасуто Курусейдāсу, досл. «Хрестоносці зоряного пилу») — третя частина франшизи манґи JoJo's Bizarre Adventure авторства Хірохіко Аракі. Серії публікувалися в журналі Weekly Shonen Jump з 1989 до 1992 року. Усього було випущено 152 глави манґи, які були зібрані у 16 томів. Сюжет Stardust Crusaders відбувається після Battle Tendency і передує Diamond Is Unbreakable.
Спочатку манґа була відома як JoJo's Bizarre Adventure Part 3 Jotaro Kujo: Heritage for the Future (яп. ジョジョの奇妙な冒険 第三部 空条承太郎 ―未来への遺産―, ДжьоДжьо но Кімьо на Бōкен Дай Сан Бу Куджьо Джьотаро -Мірай е но Ісан-, Химерні пригоди ДжоДжо Частина 3 Джотаро Куджо: Спадщина майбутнього)
Stardust Crusaders є найбільш знаковою частиною франшизи JoJo's Bizarre Adventure багато в чому завдяки тому, що в ній вперше з'являються стенди, які стали невід'ємною частиною всесвіту Jojo. За мотивами сюжету манґи було створено 2 відеоігри, OVA-серіал, CD-драму та аніме-адаптацію у вигляді двох серіалів, серії яких транслювалися в Японії з квітня 2014 року по червень 2015 року.

## Сюжет
Дія відбувається з 1987 по 1988 рік. Моряки витягують труну з тілом Діо Брандо, що лежала на дні Атлантичного океану більше 100 років. Він оживає та вбиває моряків. Стає ясно, що Діо зумів захопити тіло Джонатана, яким замінив своє раніше знищене. З цієї причини у всіх нащадків Джонатана з'являються «стенди» (яп. スタンド, сутандо) — істоти, що є втіленням духовної сутності, волі людини і володіють різними здібностями. Їх отримують Джозеф Джостар, його донька Холлі Куджо та онук Джотаро Куджо. Холлі, однак, не може впоратися зі своєю новою силою і починає повільно вмирати, за прогнозами лікарів, вона повинна померти приблизно через 50 днів. Єдиний спосіб врятувати Холлі — вбити Діо до закінчення цього терміну. Постарілий Джозеф шукає допомоги у свого онука Джотаро, щоб разом з ним вирушити до Єгипту і якнайшвидше вбити Діо. До них приєднуються Мохаммед Абдул, Норіакі Кокеїн, Жан-П'єр Польнарефф та собака Іґґі. Разом вони борються проти Діо та його підлеглих, подорожуючи країнами Південної Азії та Близького Сходу, такими як Сінгапур, Індія, Пакистан, Саудівська Аравія та Єгипет.

## Персонажі
Джотаро Куджо (яп. 空条 承太郎, Куджьō Джьотарō) — головний герой, син Холлі Куджо та онук Джозефа Джостара. Щоб врятувати свою матір, відправився у подоріє такими країнами, як Сінгапур, Індія, Єгипет, де вступає в бій з Діо і вбиває його, відкривши в собі здатність зупиняти час. Під час боротьби видає характерний крик: "ОРА ОРА ОРА ОРА ОРА ОРА ОРА ОРААА!!!", також крилатою фразою персонажа є «Яре Яре Дадзе» (яп. やれやれ だぜ), яка має широке значення і може перекладається, як «ось це так»/«ну і ну»/«отакої», а в англійському дубляжі OVA-серіала фраза перекладається: «який біль».
Сейю: Оно Дайсуке
Джозеф Джостар (яп. ジョセフ・ジョースター, Джьосефу Джьōсутā) — дідусь Джотаро та онук Джонатана Джостара. У похилому віці відкриває в собі здатність керувати стендом, допомагає онукові Джотаро зрозуміти силу його стенду і супроводжує його у боротьбі проти поплічників Діо заради того щоб врятувати свою дочку — Холлі.
Сейю: Унсе Ісідзука
Діо Брандо (яп. ディオ・ブランドー, Діо Бурандō) — головний антагоніст. Він вампір, який після ув'язнення в труні вирвався звідти через 100 років і вирішив створити «ідеальний світ», який складається з його слуг. Він влаштувався в Єгипті, де згодом був остаточно вбитий Джотаро. Персонаж був названий на честь Ронні Джеймса Діо та Марлона Брандо. Під час боротьби видає характерний крик: «МУДА МУДА МУДА МУДА МУДА МУДА МУДАААА!!!».
Сейю: Коясу Такехіто

## Створення

### Сетинг

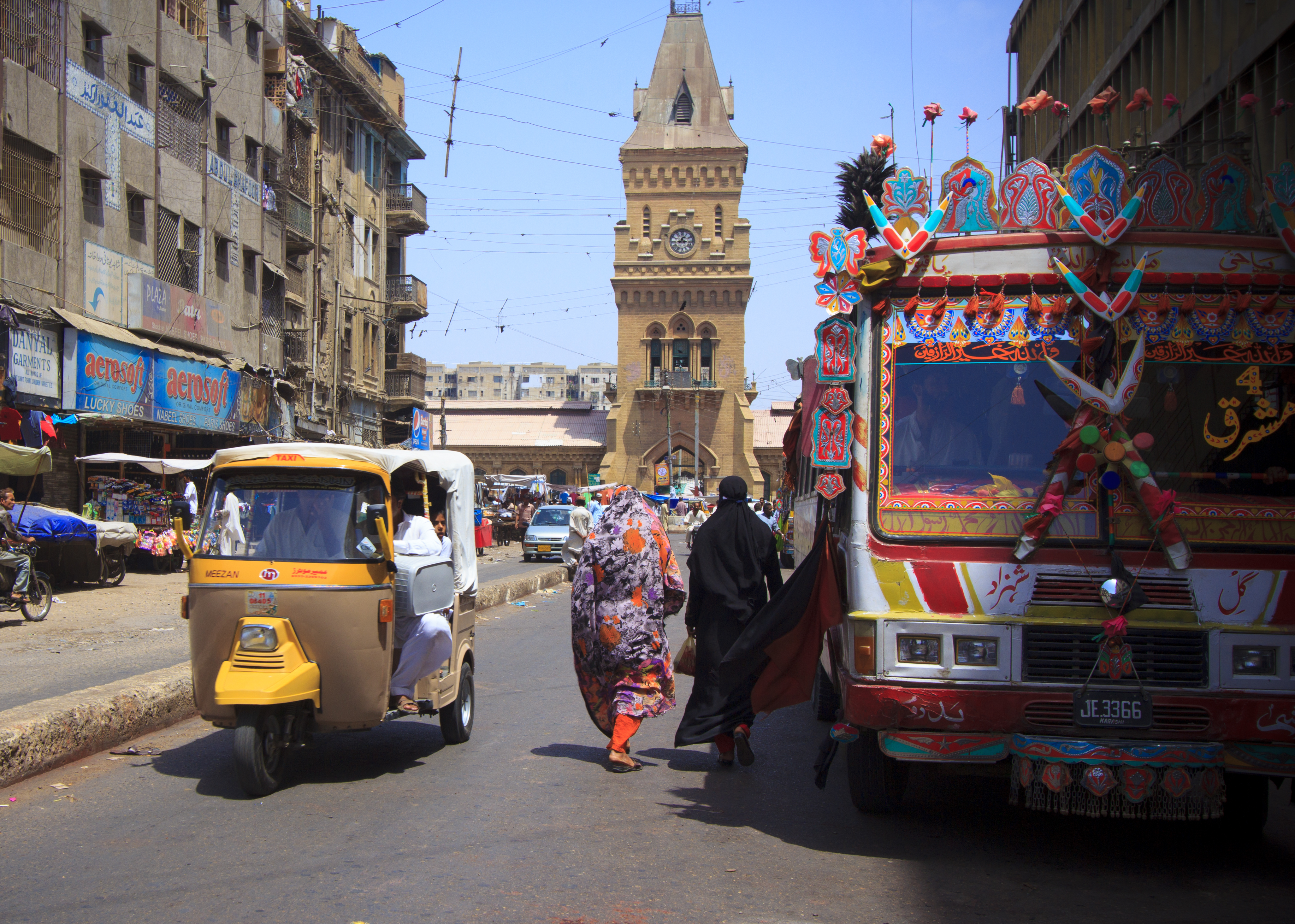
Карачі, Пакистан - одне з міст, яке перетинають головні герої.

Хірохіко Аракі спочатку задумував створити трилогію, де в третій частині Діо Брандо, головний лиходій першої частини манги Phantom Blood, повинен знову повернутися  лиходієм і боротися проти чергового нащадка Джонатана Джостара. Аракі здійснив поїздку країнами Близького Сходу і Північної Африки, в якій черпав своє натхнення при створенні третьої частини манґи — Stardust Crusaders, де основними місцями дії стають Індія та Єгипет. Також головним натхненням для Аракі служив фільм «Навколо світу за 80 днів». Крім цього, автор манґи завжди прагне надати «загадковість» своєму сюжету: його змалку тягнуло до містики, як він говорив в одному з інтерв'ю.
Щоб зробити сюжет і бойові сцени цікавішими, манґака вирішує відмовитися від «концентричних світлових хвиль» як знаряддя битв і створив нову концепцію суперсили, здатну не тільки діяти на відстані, але й у змозі вражати безпосередньо супротивника. Так, персонажі в третій частині манґи можуть використовувати «стенди» — втілення їхньої духовної сили, що мають, як правило, вигляд людиноподібних духів і різні здібності. Надалі вони стають невід'ємною частиною всесвіту JoJo. Багато стендів зовні схожі на американських супергероїв або меха. Ідея створити стенди з'явилася у манґаки під натхненням манґи Tetsujin 28-go, де головний герой міг керувати роботом на дистанційному управлінні. Також при їх створенні Аракі черпав натхнення від вчень синтоїзму, а також карт таро. Через можливість створювати нескінченну кількість різних стендів з унікальними здібностями Аракі назвав їх своєю новою «золотою жилою». Також Аракі вирішує розвивати сюжет у стилі карткової гри, де безліч різних персонажів зі своїми стендами, що мають індивідуальні здібності, вступають у боротьбу один проти одного. Створюючи чергового персонажа зі стендом і промальовуючи сцени битв, Аракі надихався цілком випадковими речами чи природними явищами, які манґака зустрічав у своєму повсякденному житті, «це міг бути звичайний об'єкт, як чашка для кави». Створюючи стенди ворогів, Аракі робив акцент на магію та потойбічні сили.
Манґака зізнався, що більшість його знайомих посилалося на те, що третина франшизи стала популярною саме завдяки введенню «турнірного» формату оповідання. Однак Аракі вважає, що битви у своїй манґі не можна вважати повноцінними турнірами; зокрема, манґака зауважив, що формат турнірів, типових для більшості шьонен-творів, має свій суттєвий недолік: кожен новий бій для підтримки інтересу читача вимагає підвищення ставки, яка полягає в тому, що герой удосконалює свої навички та стикається з дедалі більш потужними супротивниками. Такі сценарії призводять до того, що рано чи пізно сюжет треба буде або завершувати, або ж сцени бою виглядатимуть все менш реалістично, уподібнюючись до «боїв між богами», які підтримуватимуть інтерес лише у старих глядачів. Аракі ж уникав того, що кожен новий ворог стає сильнішим за попередного, і підтримував інтерес глядача унікальними бойовими стратегіями, які застосовували противники залежно від їхньої сили стенду та навколишнього оточення.
Крім іншого, у сюжеті помітна вкрай слабка участь жінок. Аракі пояснив це тим, що у 80-ті роки було нормальним зображати активних персонажів лише чоловіками, жінки ж мали виступати пасивними та ніжними. Створення "жінки-мачо" несло тоді за собою занадто високі ризики, і читач міг просто не прийняти такого персонажа. Поряд із зміною громадської думки, жіночі персонажі в пізніх частинах манґи Jojo гратимуть набагато активнішу роль і іноді більшу, ніж чоловіки.

### Головний герой

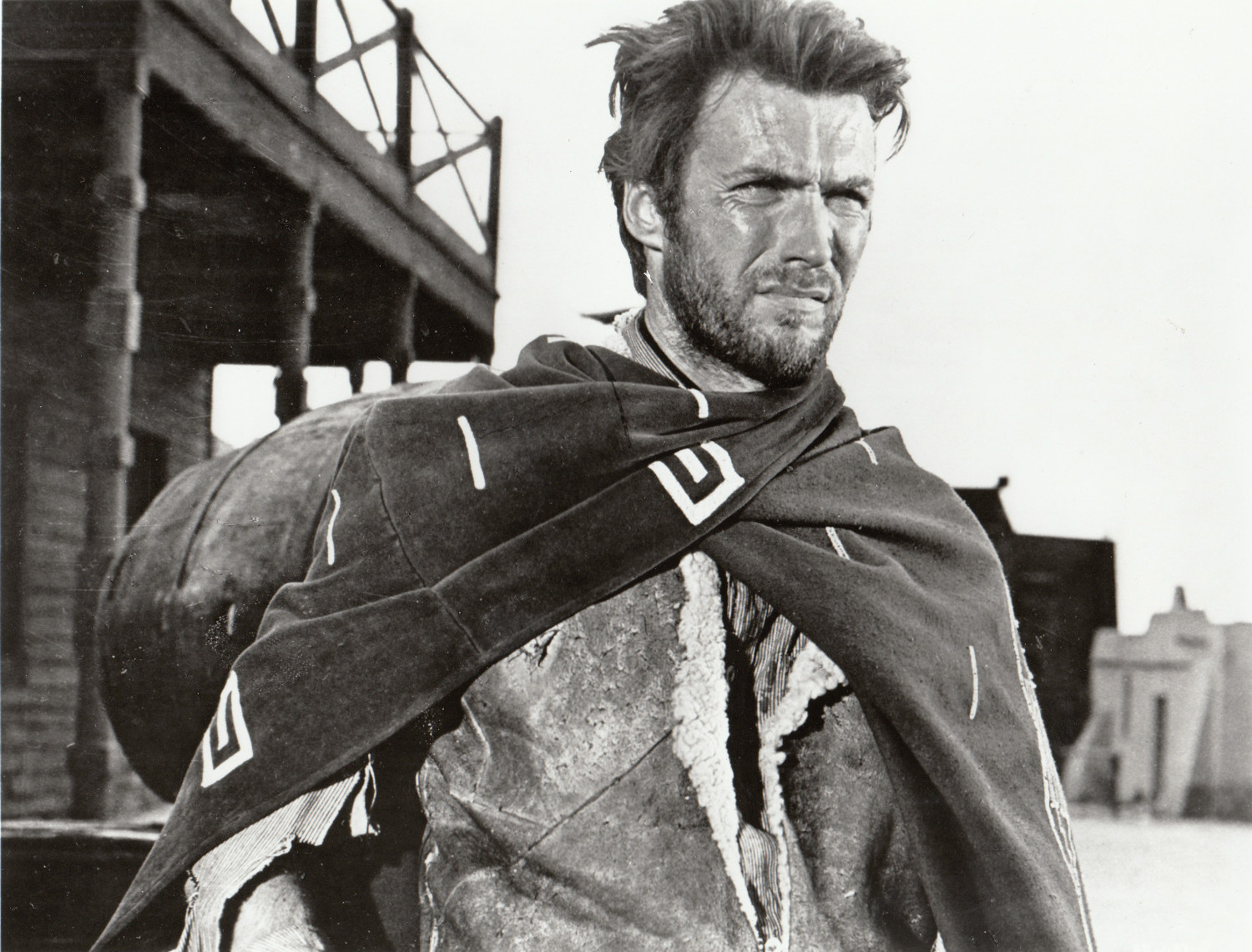
Прообразом для Джотаро Куджо стали персонажі фільмів-вестернів 60-х років, зіграні американським актором Клінтом Іствудом.

При створенні Джотаро Куджо Аракі прагнув зробити персонажа, не схожого на головних героїв із попередніх двох частин манґи. Так, Джонатан Джостар виглядав занадто правильним і серйозним, а Джозеф Джостар - дуже божевільним. Аракі зауважив, що при створенні героя дотримувався принципу, що герой не обов'язково має бути чеснотою, проте перед ним має стояти певна дилема, до вирішення якої він прагне протягом сюжету. Манґака вважає ідеалом, коли герой слідує своїм благородним цілям, навіть усупереч громадській думці та ризику стати ізгоєм. Таким «ідеальним героєм», на думку Аракі, були персонажі, зіграні актором Клінтом Іствудом, фільми за участю якого манґака дивився ще в дитинстві. Так, на основі даного персонажа був і створений сам Джотаро Куджо, який, як і Клінт, «не біжить, його рухи мінімальні, він небагатослівний». Манґака прагнув створити Джотаро незалежним, здатним упоратися із завданням і без підтримки союзників, оскільки, на думку Аракі, глядачеві не сподобається герой, не здатний діяти самостійно, без підтримки інших; навпаки, союзники більшою мірою покладаються на героя, а Джотаро, маючи водночас високий інтелект і дисципліну, виступає в ролі лідера команди та його компаса. Одночасно Аракі прагнув передати жахливу ауру персонажу, «навіть коли він лише тримає руки в кишені». Не менш важливим манґака вважає зв'язок особистості персонажа з його зовнішнім виглядом, в ідеалі читач повинен з першого погляду відразу зрозуміти, що за особистість перед ним перебуває, щоби більше довіряти персонажу. Іншою, не менш важливою річчю Аракі вважає надання персонажам слабкості та обмеження, з якими він змушений миритися та вирішувати свої проблеми. З одного боку, автору складно наділяти своїх героїв недоліками, але це надає персонажу «тривимірність», глядач починає йому співпереживати. З іншого боку, не менш важливо показати, як персонаж морально і фізично розвивається на краще. Представляючи Джотаро Куджо глядачеві, Аракі навмисно продемонстрував контраст між тим, яким герой був слухняним у дитинстві і став бунтарем, створюючи посил, що за цей проміжок часу «щось сталося». Це, на думку манґаки, є ефективним прикладом того, як у читача можна швидко прищепити інтерес до персонажа. Його костюм, що нагадує японську шкільну форму, символізував сучасність на противагу Джозефу і Джонатану, що є історичними особистостями.

### Інші персонажі

Створюючи персонажів — союзників, Хірохіко Аракі надихався японським фільмом "Сім Самураїв" 1954 року.

Крім головного героя Джотаро, Аракі вирішив створити команду союзників для демонстрації розмаїття між головним персонажем та розвитку взаємин із ним, тобто «створення хімії». Наприклад, Жан-П'єр Польнарефф створювався як персонаж-ґеґ: він не дуже розумний і виступає основним джерелом гумору в сюжеті. Персонажу Абдулу Аракі надав етнічні риси жителя Північної Африки, які нібито віщують читачеві, що сетинг буде пов'язаний з Близьким Сходом та Єгиптом. Введення Джозефа Джостара, головного героя з Battle Tendency, манґака пояснив бажанням шанувальників бачити в новій частині старих героїв, хоча особисто Аракі був проти повернення персонажа лише заради ностальгії. Але він зробив це, виправдовуючись тим, що Джозеф прагне врятувати свою дочку, оскільки це відповідає характеру персонажа. Спочатку Аракі замислювався, що Джозеф через свій вік «вийде з гри», але вирішив зробити його активним союзником і дати роль наставника, який пояснює молодому Джотаро суть проблеми і що таке стенди. Сам стенд Джозефа має форму виноградної лози і не здатний на атаки, проте ефективний у підтримці. За задумом Аракі хамон і стенди мають однакову природу, оскільки є життєвою енергією, яка виходила з персонажа. За задумом манґаки, стенд у формі лози, що покриває тіло Джозефа, є не що інше, як втілення його хамона.
Створюючи окремого персонажа, Аракі навмисно надавав їм індивідуальні риси та зовнішність, щоб вони залучали читача по-своєму, не конкуруючи з головним героєм Джотаро. Ідея створити групу з союзників з'явилася під враженням фільму 1954 року — «Сім самураїв», де також представлена команда з різних героїв, але яких об'єднує спільна доля і скріплює їх міцну дружбу.
Працюючи над командою головного героя, Аракі зіштовхнувся з деякими труднощами, зокрема він зауважив, що будь-який письменник, працюючи одночасно над групою героїв, незмінно зіткнеться із сюжетними глухими кутами та невідповідностями, які треба якимось способом вирішити. Займаючись розвитком сюжету, необхідно приділяти однаковий час окремим героям, продовжуючи враховувати їх особистісні особливості та здібності. Якщо ж автор нехтуватиме цим, то його персонажі статут однотипними, а це, у свою чергу, може стати причиною провалу. Інша проблема полягає у необхідності створення різноманітних персонажів. Зокрема, манґака зауважив, що, створюючи перших трьох героїв, труднощів не виникне, однак, створюючи четвертого чи п'ятого персонажа, читач зауважує, що вони в чомусь виявляться схожими на перших створених героїв. Манґака зазначив, що це не можна допускати, оскільки персонажі відразу почнуть втрачати свою індивідуальність. І висновку Аракі вважав, що персонаж-союзник не повинен бути схожим на головного героя або навіть бути цікавішим за нього, тому що сюжет тримається саме на головному герої, і не важливо, якими рисами він володіє: це може бути і огидний персонаж, ненависний читачам, але його не повинен затьмарювати другорядний персонаж. Багато читачів наголосили, що при створенні ворогів Аракі особливу увагу приділив Хол Хорсу, навіть намалювавши кольорову обкладинку нарівні з героями. На підставі цього було припущено, що Хол Хорс мав перейти на бік героїв, як це сталося з Кокеїном та Польнареффом. Аракі зізнався, що Хол Хорс як негативний персонаж йому справді сподобався, особливо з його позицією «Навіщо бути номером один, якщо можна бути номером два?», тобто ховатися в тіні союзника та діяти із засідки. Однак проблеми виникли тоді, коли Аракі помітив, що особистість Хол Хорса перетинається з особистістю Польнареффа, і така сама проблема виникла зі стендом, здібності якого схожі з такими у Кокеїна. Також манґака не зміг встановити чітких обмежень на можливості стенду Хорса. В результаті манґака дійшов висновку, що, як герой, Хорс вийшов би вторинним, і вирішив залишити його лиходієм.
Знаючи, що манґа буде багатосерійною, Аракі також ретельно продумував епізодичних лиходіїв та їх стенди, які зустрічаються у великій кількості. Завдання манґаки полягала у збереженні інтересу читача до манґи, навіщо він, наприклад, утворював союзи з кількох ворогів.
Створюючи другорядних персонажів, Аракі спочатку продумував їх здібності, стенди, оскільки у сюжеті вони вводилися передусім, щоб зіткнутися у сутичці з героями. Потім манґака створював самого персонажа, чиї дії залежали від сили його стенду. Також Аракі на основі здібностей вирішував, якими рисами характеру, зовнішністю та слабкостями повинна мати та чи інша людина. Манґака зізнався, що прив'язується до своїх створених персонажів і навіть плакав, коли в сюжеті їх «вбивав». Він зауважив, що намагається уникати поширеної помилки манґак, які роблять своїх персонажів «безсмертними», що, безсумнівно, псує якість розповіді та позбавляє сюжет напруги. Показуючи Діо, Аракі навмисно надав йому таємничості і показував в образі силуету, щоб заінтригувати глядача і підвищити почуття напруги, що головний герой має зіткнутися з ним.
Створюючи персонажа на ім'я Енья Гейл, союзниці Діо, Аракі надихався архетипом старої відьми з фільмів жахів, і вона є логічним поясненням, чому Діо знає та володіє стендом. Основою для стенду Еньї також послужили фільми жахів, в яких таємничий вірус, який прибув із космосу, вражав людей, перетворюючи їх на живі трупи. Стенд Джі Гейл, її сина та іншого важливого антагоніста, має вигляд мумії та русалки, що теж є відсиланням до фільмів жахів.

## Випуск манґи
Свій випуск манґа розпочала в журналі Weekly Shōnen Jump у 1989 році і тривав до 1992 року. За цей час було випущено 152 розділи і зібрано в 18 томів. У 2012 році перші розділи манґи були випущені в кольоровому та цифровому вигляді для читання на смартфонах та планшетах.
Сама манґа разом з Phantom Blood та Battle Tendency була перевидана та випускалася з 1 грудня 2013 року по 4 січня 2014 року у вигляді томів у твердих обкладинках. Зображення для обкладинок малював Хірохіко Аракі відповідно до свого нового художнього стилю. Сама манґа також стала широко відома завдяки OVA-серіалу, створеному за мотивами манґи, який також опинявся в США. Спочатку томи манґи випускалися щомісяця, але пізніше випуски скоротилися до кварталів. Перший том був випущений 8 листопада 2005, а останній 7 грудня 2010. В англійській версії манґи багато персонажів носять інші імена, а в деяких сценах є цензура, зокрема, автором манґи були перемальовані сцени з насильством над тваринами. Глави манґи також випускалися у Франції компаніями J'ai Lu і Tonkam, і в Тайвані компаніями Da Ran Culture Enterprise та Tong Li Publishing.

## Сприйняття

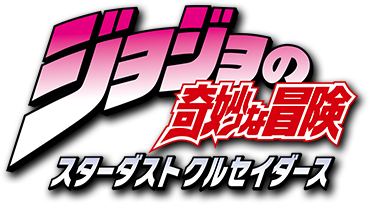
Логотип назви аніме-серіалу

У 1992 та 1993 роках на основі третьої частини манги було випущено три частини CD драми під назвою: JoJo's Bizarre Adventure Volume 1: Meet Jotaro Kujo (яп. ジョジョの奇妙な冒険第1巻 空条承太郎見参の巻) JoJo's Bizarre Adventure Volume 2: The Death of Avdol (яп. ジョジョの奇妙な冒険第2巻 アヴドゥル死すの巻) 과 JoJo's Bizarre Adventure Volume 3: The World of Dio (яп. ジョジョの奇妙な冒険第3巻 DIOの世界の巻) . Головного героя Джотаро озвучував Кієюкі Янада, Кендзі Уцумі (перша і друга частини) та Горо Ная (третя частина) озвучували Джозефа Джостара, Акіо Оцука озвучував Авдола, Се Хаямі — Кокеїн, Кен Ямагуті — Полнарефф, Кейті Нам Джі Гейл і Норіо Вакамото — Діо.
4 листопада 1993 був випущений перший роман за мотивами Stardust Crusaders авторства Хіросі Ямагуті.
На основі манґи JoJo's Bizarre Adventure було створено низку відеоігор. Перша комп'ютерна рольова гра під назвою JoJo's Bizarre Adventure (яп. ジョジョの奇妙な冒険, ДжьоДжьо но Кімьо но Бōкен), заснована на третій частині манґи, була випущена в 1993 году для ігрової приставки Super Famicom.
В 1998 компанією Capcom була випущена друга однойменна аркада-файтинг, також за мотивами третьої частини манґи. Гра стала бестселером у Японії. Оновлена версія гри, випущена через рік для ігрових приставок PlayStation та Dreamcast, отримала назву JoJo's Bizarre Adventure: Heritage for the Future (яп. ジョジョの奇妙な冒険 未来への遺産, ДжьоДжьо но Кімуйо на Бōкен Мірай е но Ісан). У серпні 2012 року було створено нову версію гри у форматі з високою чіткістю зображення для PlayStation Network та Xbox Live Arcade.
В інших пізніх іграх, таких, як JoJo's Bizarre Adventure: All Star Battle (яп. ジョジョの奇妙な冒険 オールスターバトル, ДжьоДжьо но Кімуйо на Бōкен Ōру Сутā Батору) 2012 року випуску та JoJo's Bizarre Adventure: Eyes of Heaven (яп. ジョジョの奇妙な冒険 アイズオブヘブン, ДзьоДзьо но Кімуйо на Бо:кен Аідзу Обу Хебун) 2015 року також присутній сюжет Stardust Crusaders.

## Аніме
На основі третьої частини манґи студією APPP було випущено два OVA-серіали. Перший OVA-серіал JoJo no Kimyou na Bouken (яп. ジョジョの奇妙な冒険) складається з шести серій і починається з середини третьої частини манґи. Він випускався з 19 листопада 1993 року до 18 листопада 1994 року. Другий OVA-серіал під назвою JoJo's Bizarre Adventure: Adventure (яп. ジョジョの奇妙な冒険 ADVENTURE) випускався з 25 травня 2000 року по 25 жовтня 2002 року, його сюжет розгортається з початку третьої частини манґи.
У жовтні 2013 року стало відомо про вихід аніме, заснованого на сюжеті Stardust Crusaders. Режисером аніме виступив Наокацу Чуда, а над створенням серіалу працювала студія David Production. Вихід серіалу відбувся у квітні 2014 року. Серіал транслювався з 4 квітня до 13 вересня 2014 року. На відміну від OVA-серіалу, аніме-серіал достовірно переказує сюжет манґи та демонструє кожного оригінального персонажа. Другий сезон, що включає другу частину сюжету Stardust Crusaders, виходив з 10 січня року по 20 червня 2015 року. В англійському озвученні імена деяких персонажів були змінені, щоб уникнути проблем з авторськими правами.
Наприкінці липня 2014 року вийшло перше дискове видання другого сезону Jojo. DVD версія посіла четверте місце у списку бестселерів у Японії з проданими 2,165 копіями станом на 28 липня - 3 серпня, Blue Ray версія посіла друге місце з 9,946 проданими копіями. З 25 по 31 серпня друге DVD-видання посіло 8 місце з проданими 2,356 екземплярами, а Blue-ray — третє місце з 9,398 копіями. Третє видання також потрапило до списку бестселерів, DVD-версія посіла 11 місце з 1,799 проданими екземплярами, а Blue-ray - четверте з 8,541 копіями.

### Музика
Відкриваюча тема STAND PROUD до другого сезону аніме-серіалу, знятого за мотивами третьої частини манґи — Stardust Crusaders був випущений 23 квітня 2014 року. Текст до пісні написав Секо Фудзібаясі, музику — Такаку Вакабаясі, а сам саундтрек виконує Дзін Хасімото. Саундтрек зайняв найвище 11 місце у списку хіт-парад синглів Японії за версією Billboard. Для закриваючої теми була використана музика з синглу 1986 року жіночого рок-гурту The Bangles — Walk Like an Egyptian. Як відкриваюча тема до другої частини третього сезону використовувалася пісня JoJo Sono Chi no Kioku ~end of THE WORLD~ (яп. ジョジョ その血の記憶～end of THE WORLD～, ДжьоДжьо Соно Чі но Кьоку ~end of THE WORLD~), яку виконала японська музична група JO☆STARS ~ TOMMY, Coda, JIN~, що складається зі співаків: Хіроакі Томінага, Кода та Дзін Хасімото; кожен з яких окремо виконував музику до попередніх відкриваючих тем аніме Jojo. Для закриваючої теми використовувалася музика американської джаз-ф'южн групи Pat Metheny Group — Last Train Home 1987 року. Проте в 27 серії до закриваючої теми використовувалася інша музика Evil Concerto (яп. アク役♢協奏曲, Аку-яку Кьосоːкьоку), яку виконав Макото Ясумура і Макото Кумаї, які також озвучували персонажів Оінго і Боїнга, після був випущений анімаційний кліп. Нова версія цієї пісні також звучала як закриваюча тема в 36 і 37 серіях, виконавцями виступили Хіденобу Кіуті і Макото Кумаї, що озвучували в аніме персонажів Хол Хорса і Боінго. Композитором музичного супроводу до двох сезонів аніме-серіалу виступав Південно-Канно.
Перший альбом до другого та третього сезонів аніме-серіалу JoJo's Bizarre Adventure: Stardust Crusaders O.S.T [Departure] (яп. ジョジョの奇妙な冒険 スターダストクルセイダース O.S.T[Departure]) випущений 30 липня 2014 року, другий — JoJo's Bizarre Adventure: Stardust Crusaders O.S.T [Journey] (яп. ジョジョの奇妙な冒険 スターダストクルセイダース O.S.T [Journey]) був випущений 27 серпня того ж року у складі обмеженого BD/DVD видання. Третій альбом Stardust Crusaders (World) (яп. ジョジョの奇妙な冒険 スターダストクルセイダース O.S.T [World]) (2015 р.) був випущений 22 квітня 2015 року також разом з першим обмеженим Blu-Ray виданням. Четвертий та останній альбом JoJo's Bizarre Adventure: Stardust Crusaders O.S.T [Journey] (яп. ジョジョの奇妙な冒険 スターダストクルセイダース O.S.T [Journey]) (Jose Jojo) був випущений 27 серпня 2014 року, а саундтреки записувалися за участю оркестру.

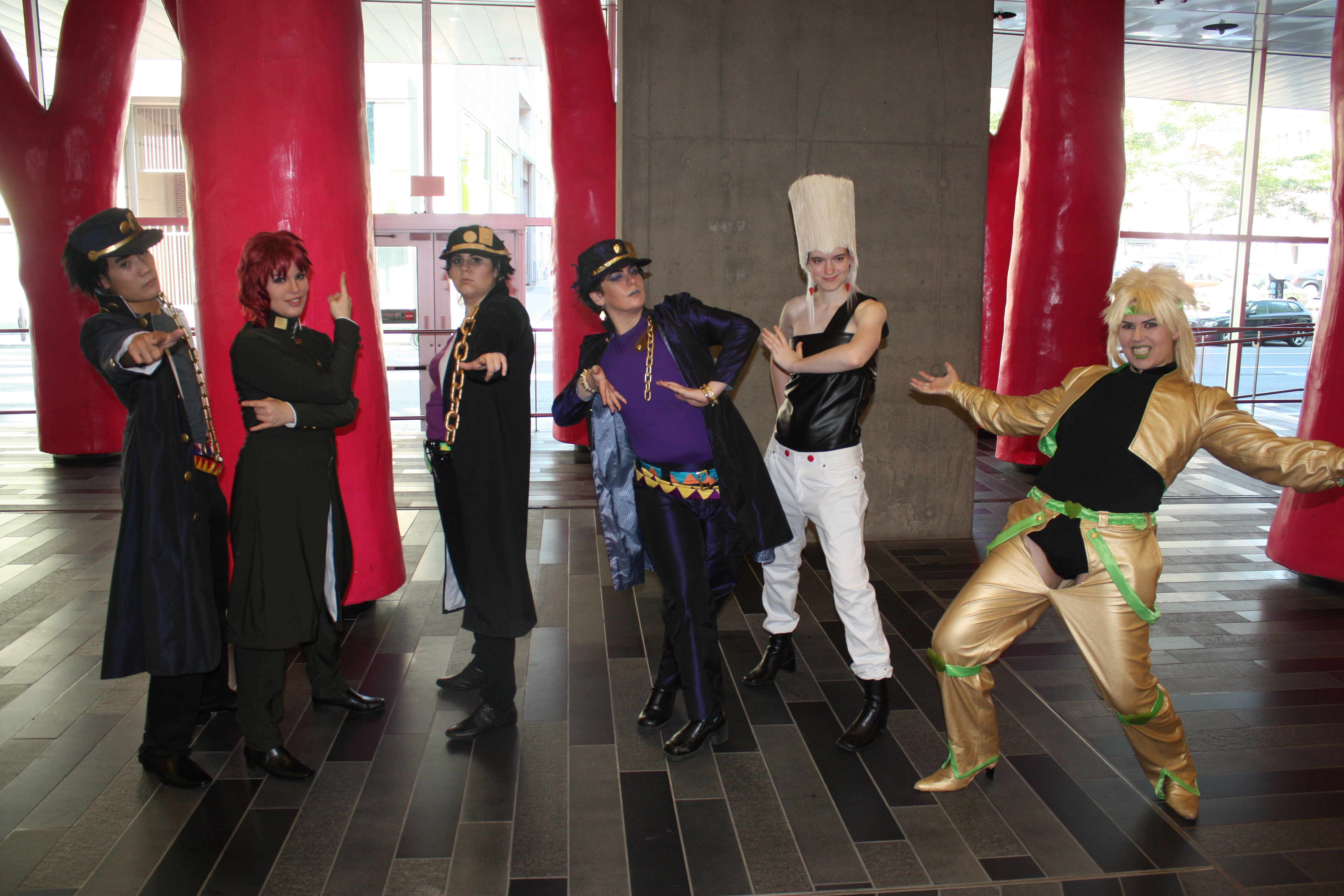
Косплеєри в образі героїв Stardust Crusaders

Манґа Stardust Crusaders і її персонажі — Діо Брандо і Джотаро Куджо — залишаються найпопулярнішою частиною великої франшизи JoJo's Bizarre Adventure, оскільки тут вперше з'являються стенди — фізичні втілення духовної сили. Зокрема, фанаткою персонажа на ім'я Джотаро є, наприклад, відома японська співачка Кярі Памю Памю та під час своїх виступів часто приймає культові пози Джотаро та інших персонажів із манґи. Крім того, вона назвала свого собаку Jojo і для інтерв'ю також одягала косплей персонажа Джотаро. Позу Джотаро також використав Клінт Іствуд, відомий американський актор, для фотографії в журналі на честь 25-річчя манґи. Іствуд також особисто зустрічався з Хірохіко Аракі, автором манґи.
В огляді Stardust Crusaders критик сайту Comic Bastards відзначив, що, з одного боку, у сюжеті є багато дивностей, з іншого — у ньому є багато комедійних моментів. Персонажі представлені надмірно та неприродно масивними. Іншими критиками було відзначено банально-простий сюжет, який закладається від початку, і навіть індивідуальність кожного героя. Критик сайту ootb-media зазначив, що сюжет манґи чудовий, і її легко читати. Головний герой Джотаро вийшов холодним: він не джентльмен, як Джонатан, а й не ошуканець, як Джозеф. Діо повертається і стає ще харизматичнішим, ніж у першій частині манґи. Сюжет вдало балансує між гумором та серйозністю.

### Аніме
Нік Крімер, представник Anime News Network, при огляді третього сезону аніме-серіалу Stardust Crusaders відзначив загальну абсурдність і комедійність сюжету, яка, однак, не псує картину, оскільки всесвіт Jojo ніяк не претендує на реалістичність і заманює глядача яскравими сюжетними поворотами та сценами. Введення стендів — таких собі бойових аватарів замість хамона стало головною перевагою серіалу, оскільки завдяки їм бої стали ще яскравішими і додали більшої різноманітності в загальний сюжет. Сюжет аніме зводиться до «довгої і дурної дорожньої поїздки» з лиходіями, що періодично зустрічаються, і героями, що складаються з чудових ідіотів; Жан-П'єр-Польнареффом — головним джерелом усієї абсурдної комедії, Норіакі Кокеїном, який одного разу погрозливо подивився на злісну дитину і Джозефом Джостаром, не здатним стримувати свої емоції. Проте серіал радує око своєю естетикою, яскравим візуальним стилем, який достовірно передає атмосферу манґи і чудово підійде любителям екшену, видовищних сцен та гумору. Серед основних недоліків, критик помітив слабкий та непорядний розвиток сюжету; кожна серія по сенсу є незалежною історією.
В огляді першої серії другого сезону аніме-серіалу 2014 року було відзначено, що якість графіки та анімації помітно покращала порівняно з першим серіалом. Критика сайту geekenstein, що серіал розповідає безпосередньо історію про самого Джотаро Куджо і чудово передає дещо хитромудрий світ jojo, і дозволяє зануритися в нього новим глядачам. Перші серії аніме швидко встановлюють основний сюжет. Критик сайту japanator зазначив, що, незважаючи на якісну графіку, в ній простежується значний вплив старого аніме, що навіть відображено у музиці та звуковому супроводі, внаслідок спроби максимально чітко передати сюжет манґі-оригіналу. Сам сюжет досить простий і закладається з перших серій, і сам собою більше схожий на велике шоу. Кумедним вийшов старий Джозеф, котрий духом залишився молодим підлітком.